# Basílica de São Sisto Velho
San Sisto Vecchio é uma igreja de Roma dedicada a São Sisto II. Ela foi construída no século IV e aparece como Titulus Crescentianae, o que a torna de alguma foram ligada a alguma "Crescentia", possivelmente uma romana que teria fundado a igreja. De acordo com a tradição, a igreja foi fundada pelo papa Anastácio I (r. 399-401).
É ali que estão preservadas as relíquias de São Sisto, transferidas para lá da Catacumba de São Calisto no século VI.
O cardeal-presbítero deste titulus de São Sisto é Marian Jaworski, arcebispo de Lviv.

## História
San Sisto foi reconstruída no início do século XIII pelo papa Inocêncio III. A atual igreja é o resultado da restauração do papa Bento XIII (século XIII), que preservou apenas a torre e a abside da igreja medieval. Um ciclo de afrescos da mesma época com "Cenas do Novo Testamento e dos Apócrifos" também sobreviveu.
Freiras dominicanas vivem no mosteiro adjacente, que pertence à igreja.